# 七星うら
七星 うら（ななせ うら、1999年9月6日 - ）は、日本の俳優である。京都府出身。祭nine.の元メンバー。2021年10月にゼロイチファミリア所属として約1年ぶりに芸能活動を再開。2024年2月末を以て退所して以降フリーランス。

## 人物
- 趣味：アクロバット
- 特技：アクロバット、男子新体操、餃子の王将のオーダー
- 好きなキャラクター：ポムポムプリン
- 好きな食べ物：マグロ、うなぎ

## 出演

### テレビドラマ
- 『ボイメン新世紀 祭戦士ワッショイダー』（2018年4月13日 - 6月15日、CBCテレビ） - ワッショイダーホワイト 役

### 配信ドラマ
- 『FUN HOUSE』（2018年7月31日 - 、dTVチャンネル） - タクヤ 役

### 映画
- 『祭りの後は祭りの前』（2020年3月6日公開） - 白金 役

### 舞台
- ミュージカル『ホワイト☆タイツ』（2017年5月4日 - 5日、名古屋市芸術創造センター） - 榊原かおる 役
- ボイメンステージ『諦めが悪い男たち～NEVER SAY NEVER～』（2020年3月20日 - 29日、サンシャイン劇場） - 舞台監督 迫田将平 役（レッド公演）
- 『りさ子のガチ恋♡俳優沼』（2022年11月3日 - 6日、ニッショーホール） - 瀬川 翔太 役[1]
- オトメイトステージvol.1 メロメロ活劇『忍び、恋うつつ ～猿飛咲助ノ巻～』（2023年7月13日 - 18日、ザ・ポケット） - 我来也 役[2]
- 『舞台「志立彩色学園アイドル科」』（2024年2月7日 - 12日・21日 - 25日、バルスタジオ） - 主演：進藤赤也 役[3]
- 劇団バルスキッチン 第35回公演『ほぼほぼ心霊スポット』（2024年7月10日 - 15日、バルスタジオ） - 田辺大地 役[4]

### ミュージックビデオ
- #ババババンビ「ハナビガタリ」

### イベント
- 七星うら×一ノ瀬将飛合同イベント「うらまさフェス」（2022年3月21日、高田馬場BSホール）
- ゼロイチファミリアメンズイベント「FANS MENS」（2022年4月29日、高田馬場BSホール）
- 七星うら×一ノ瀬将飛合同イベント「うらまさフェス#02」（2022年7月16日、高田馬場BSホール）
- ゼロイチファミリアメンズイベント「FANS MENS#02」（2022年7月16日、高田馬場BSホール）
- 「ありがOI、渋谷OIOI！～サヨナラなんて言わないよ・2022夏～」（2022年8月21日、渋谷マルイ）
- 「七星うら生誕祭2022 #うら誕」（2022年9月11日、ベノア銀座）
- 舞台『りさ子のガチ恋♡俳優沼』DVD試写会＆トークイベント（2023年1月24日、高円寺シアターバッカス）
- 「七星うら生誕祭2023 #うら誕」（2023年9月23日、池袋AKライブハウス）